# الكنباحية (الحديدة)

تعديل مصدري - تعديل

الكنباحية هي إحدى قرى مديرية الدريهمي، التابعة لمحافظة الحديدة اليمنية، بلغ تعداد سكانها 5966 نسمة حسب الإحصاء الذي جرى عام 2004.